# 정준모 (1904년)
정준모(1904년 5월 23일~1978년 11월 26일)는 대한민국의 의사 출신 정치인이다. 제3·4대 국회의원을 지냈으며 제1공화국에서 제2대 보건사회부 장관을 지냈다.

## 역대 선거 결과
|  | 27.67% |

|  | 45.02% |

|  | 13.55% |

| 전임 최재유 | 제2대 보건사회부 장관 1956년 5월 26일 ~ 1957년 6월 17일 | 후임 손창환 |